# صنایع دستی چوبی

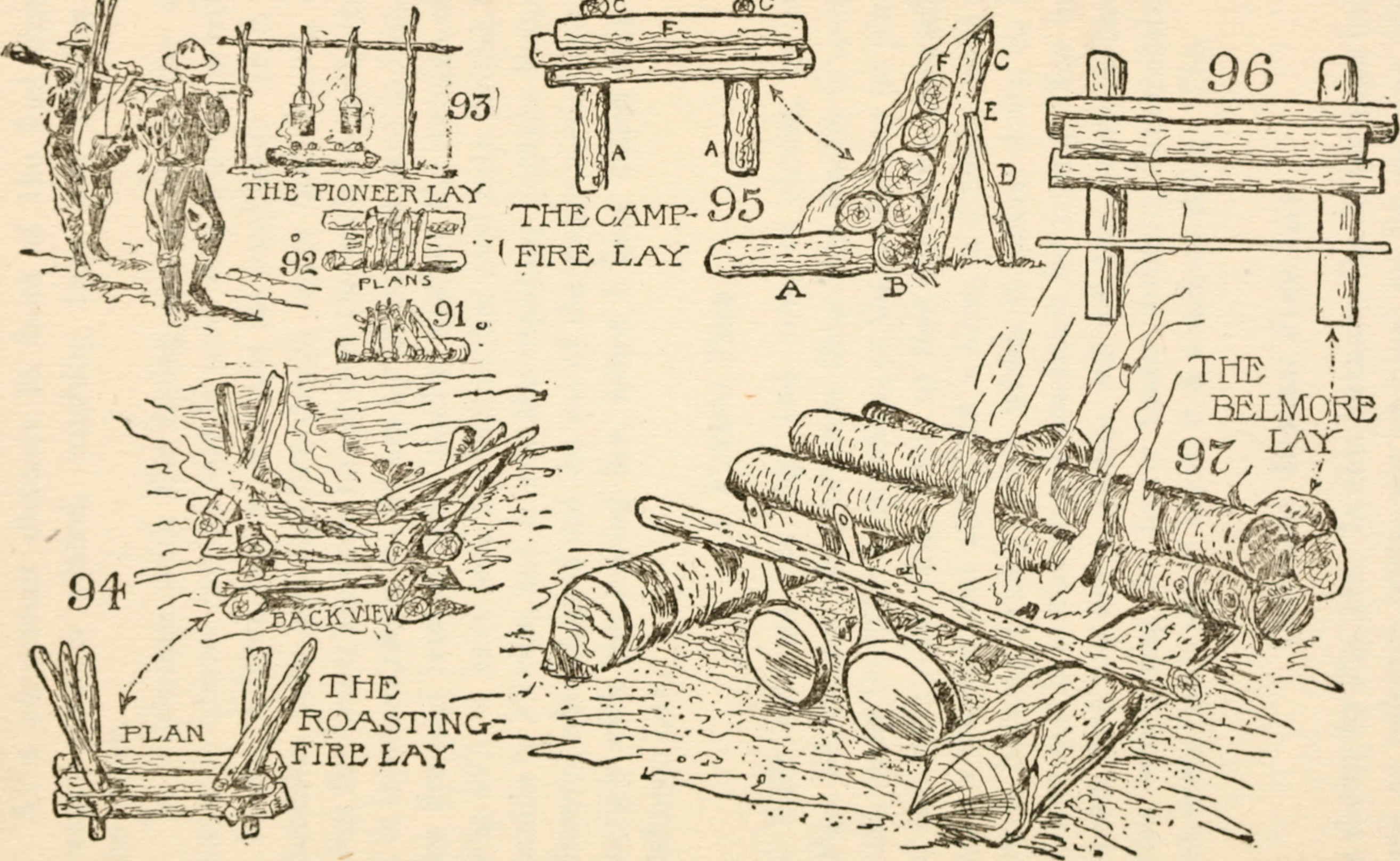
دستورالعمل‌های آتش‌سوزی از کتاب راهنمای پسران آمریکایی کمپ‌شناسی و صنایع چوبی (۱۹۲۰)

اصطلاحات صنایع دستی چوبی (به انگلیسی: Woodcraft) و فرهنگ چوب‌ (به انگلیسی: Woodlore) به مهارت‌ها و تجربه‌ای دربارهٔ امور مربوط به زندگی و رونق در جنگل - مانند شکار، ماهیگیری و کمپینگ - اعم از کوتاه‌مدت یا بلندمدت اشاره می‌کنند. به‌طور سنتی، صنایع چوبی مربوط به شیوه زندگی معیشتی، با مفاهیم شکار-جمع‌آوری است. در زمان‌های اخیر و در کشورهای توسعه‌یافته، بیشتر به تفریح‌گرایی در فضای باز یا زنده‌مانی مربوط می‌شود.
فهرستی بخشی از تکنیک‌های چوبی تفریحی ممکن است شامل دانش رفتار حیات وحش، شناسایی و استفاده از گیاهان و جانوران وحشی (به‌ویژه برای غذا)، پخت و پز در اردوگاه، جهت‌یابی (شامل مهارت‌های پیاده‌روی و استفاده از نقشه و قطب‌نما)، ساخت آتش (از جمله تهیه وسایل هیزم)، انتخاب و آماده‌سازی کمپینگ، تکنیک‌های طناب و گره‌زدن، استفاده از چادر و کمک‌های اولیه در طبیعت باشد.
در انگلستان، Woodcraft Folk سازمانی است که بر پایهٔ اصول صنایع دستی چوبی بنیان‌گذاری شده‌است.